# Dusona filator
Dusona filator är en stekelart som beskrevs av Hinz 1985. Dusona filator ingår i släktet Dusona och familjen brokparasitsteklar. Inga underarter finns listade i Catalogue of Life.